# Mantala, Basavakalyan
Mantala là một làng thuộc tehsil Basavakalyan, huyện Bidar, bang Karnataka, Ấn Độ.